# Matija Ivšić
Matija Ivšić (Bok kod Siska, Hrvatska, 5. veljače 1894. – 12. listopada 1963.) je bio hrvatski svećenik, skladatelj i orguljaš.
Školovao se u Sisku i Zagrebu. U Zagrebu je pohađao Klasičnu gimnaziju koju je završio 1914. godine. Zaređen za svećenika 1918. godine. Pastoralno djelovao u Sisku i Selima kod Siska do 1927. gdje vodi crkveni zbor. Biskup Bauer ga šalje na studij na Papinski institut za crkvenu glazbu u Rim (1932.) Utemeljitelj je zbora Zagrebačka polifonija (1933.) s kojim njeguje crkvenu glazbu renesansnih autora. Predavač glazbe na Katoličkom bogoslovnom fakultetu u Zagrebu.
Skladao mise, motete, preludije i fuge za orgulje, osobito je značajna misa Majci Božjoj od Kamenitih vrata za mješoviti zbor.  Kao pripadnik cecilijanskog pokreta pisao je glazbene kritike, a nastupao je i samostalno kao orguljaš. Opus ovog skladatelja broji više od 250 sačuvanih skladbi.
Godine 1950. optužen je za protudržavnu djelatnost, stavlja mu se na teret pisanje jednog pisma prijatelju u inozemstvo ili točnije jedne rečenice u njemu, u kojoj se negativno kvalificiraju prilike u zemlji. Osuđen je na 14 godina strogog zatvora, koje provodi u Staroj Gradiški. Godine 1962. poslije 12 godina robije, teško bolestan pušten kući, gdje umire 12. listopada 1963. godine.

## Vanjske poveznice
- Tkalcic.hr  Arhivirana inačica izvorne stranice od 4. kolovoza 2008. (Wayback Machine)